# جیدن آیوی
جیدن آیوی (انگلیسی: Jaden Ivey؛ زادهٔ ۱۳ فوریهٔ ۲۰۰۲) بازیکن بسکتبال اهل ایالات متحده آمریکا است.

## دستاوردها
وی در مسابقات کشوری و بین‌المللی در مجموع برندهٔ ۱ مدال طلا شده‌است.